# Sather Tower
La Sather Tower est un campanile construit en 1914 sur le campus de l'université de Berkeley en Californie. Avec 93,6 mètres de hauteur, il est le troisième campanile du monde. Il fut dessiné par John Galen Howard dans le style Beaux-Arts.